# United Arab Emirates Derby
 (février 2024).
Si vous disposez d'ouvrages ou d'articles de référence ou si vous connaissez des sites web de qualité traitant du thème abordé ici, merci de compléter l'article en donnant les références utiles à sa vérifiabilité et en les liant à la section « Notes et références ».
Le United Arab Emirates Derby (derby des Émirats arabes unis) est une course hippique de galop qui se dispute depuis 2000 sur l'Hippodrome Nad al Sheba à Dubaï, le dernier samedi du mois de mars.
C'est une course de Groupe II réservée aux pur-sang de 3 ans et plus. Elle se court sur 1 800 mètres, sur la piste en dirt (mélange de sable, de limon et d'argile). L'allocation 2007 est de 1 518 000 €.

## Palmarès
| Année | Vainqueur    | Jockey            | Entraineur       | Propriétaire         |
| 2006  | Discreet Cat | Lanfranco Dettori | Saeed bin Suroor | Godolphin Racing     |
| 2007  | Asiatic Boy  | Weichong Marwing  | Mike de Kock     | Sheik M. bin Khalifa |
| 2008  | Honour Devil | Johnny Murtagh    | Mike de Kock     | Sheik M. bin Khalifa |
| 2009  | Regal Ransom | Alan Garcia       | Saeed bin Suroor | Godolphin Racing     |